# Synode von Karthago (251)
Die erste Synode von Karthago war eine Kirchenversammlung im Mai 251. Sie befasste sich vor allem mit der Frage der Behandlung der so genannten Lapsi.

## Vorgeschichte
Unter Kaiser Decius hatte um 249/250 eine neue Welle von Christenverfolgungen begonnen. Ein Edikt aus dem Jahre 250 forderte von allen Untertanen die Darbringungen eines Götteropfers. Dies führte unter den Christen zu einem Massenabfall vom Glauben, auch in Karthago, das damals zu den kirchlichen Metropolen zählte. Bischof Cyprianus floh während der Verfolgungen ins Exil und kehrte erst im März 251 wieder in die Stadt zurück.
Nach dem baldigen Ende der Christenverfolgungen begehrte die Masse der Abgefallenen eine Rückkehr in die verlorene Glaubensgemeinschaft. Dabei tauchte die Frage auf, ob, und wenn ja welche, Bußleistungen den Rückkehrern auferlegt werden sollten.
Cyprian trat in dieser Frage für Strenge gegenüber den Lapsi ein, sah sich jedoch mit Widerständen aus den Reihen des eigenen Klerus konfrontiert. Dort existierte eine Partei, die bereits die Berufung Cyprians zum Bischof (248 oder 249) abgelehnt hatte. So kam es, dass eine Gruppe von Klerikern unter Führung des Diakons Felicissimus eigenmächtig begann, Lapsi durch so genannte Friedenbriefe zu rekonzilieren. Felicissimus und seine Anhänger wurden daraufhin von Parteigängern Cyprians exkommuniziert.
Noch im Exil verfasste Cyprian die Schriften De lapsis und De ecclesiae catholicae unitate, die sich mit dem Problem der Lapsi und dem Anhang des Felicissimus befasste. Zudem kündigte er an, die Fragen auf einem Konzil (die Begriffe Konzil und Synode waren damals noch synonym) behandeln zu wollen, dass nach seiner Rückkehr stattfinden sollte.

## Die Synode
Die Akten der Synode sind nicht erhalten, weswegen sich die Ereignisse nur anhand der Briefe des Cyprian rekonstruieren lassen.
Die Synode begann vermutlich Anfang April in Karthago. Den Zusammentritt begünstigte es, dass Kaiser Decius durch die Einfälle der Goten behindert war und sich zudem eines Gegenkaisers erwehren musste. Zahlreiche Bischöfe, Priester und Diakone aus der näheren und weiteren Umgebung versammelten sich zu dem Anlass. Beherbergt wurden die Synodenväter vermutlich vom karthagischen Klerus. An den Verhandlungen nahmen nicht nur die Bischöfe, sondern auch der übrige Klerus sowie die Gläubigen teil, wobei das letzte Wort gemäß der Tradition bei den Bischöfen lag.

### Die römische Bischofsfrage
Etwa gleichzeitig mit dem Synodenbeginn trafen zwei (nicht erhaltene) Briefe in Karthago ein, die vermutlich die ersten Verhandlungen der Synode bestimmt haben. In einem Brief teilte Cornelius Cyprian seinen Amtsantritt an, im anderen klagte der Presbyter Novatian Cornelius an, vor allem indem er ihm eine zu große Milde gegenüber den in der Verfolgung Abgefallenen bezichtigte. Novatian beabsichtigte, Cornelius mit Hilfe Cyprians wieder vom römischen Bischofsstuhl stürzen zu können.
Die Briefe wurden von der Synode unter Ausschluss der Öffentlichkeit verlesen. Zur Klärung der Lage in Rom wurden die Bischöfe Caldonnius und Fortunatus nach Rom gesandt. Ihre Rückkehr verzögerte sich jedoch auf einen Zeitpunkt nach der Synode.
Gegen Ende des Konzils traf eine Gesandtschaft Novatians in Karthago ein. Novatian hatte sich inzwischen zum römischen Gegenbischof ausrufen lassen, womit dort ein Schisma bestand. Die Synode verweigerte den Anhängern Novatians jedoch die Gefolgschaft und erklärte sich bis zur Rückkehr der genannten Bischöfe für neutral.

### Das Problem der Lapsi
Die Beschlüsse der Synode zur Frage der Lapsi orientierte sich weitgehend am Brief De lapsis, den Cyprian wie erwähnt noch im Exil verfasst hatte. Da die Akten der Synode nicht erhalten sind, kann nur aus dem Brief Cyprians an den numidischen Bischof Antonian auf den Inhalt der Entscheidung geschlossen werden. Demnach hatte die Synode beschlossen, dass den Abgefallenen nicht die Hoffnung auf Wiedereingliederung in die Kirche genommen, jedoch in jedem Fall eine angemessene Buße auferlegt werden sollte. Zudem sollte jeder Fall genau geprüft werden. Dies war ein Kompromiss zwischen der rigoristischen Seite, die einen endgültig Ausschluss verfolgte und der laxistischen Seite, die wie der Kreis um den exkommunizierten Felicissimus eine einfache Wiederaufnahme anstrebte.
Die Prüfung der einzelnen Fälle sollte individuell geschehen, dabei wurde zwischen libellatici und sacrificati unterschieden. Erstere hatten nicht wirklich das von Kaiser Decius geforderte Götteropfer dargebracht, sondern sich den erforderlichen Nachweis auf anderem Wege beschafft. Letztere hatten tatsächlich geopfert, weswegen ihre Schuld höher eingestuft wurde. Kann aus dem Brief an Antonian geschlossen werden, dass die Buße der sacrificati lebenslang sein sollte, so ergibt sich aus später überlieferten Fällen eine andere Praxis.
Die sich unter den sacrificati befindenden Bischöfe sollten ebenfalls in die Kirche zurückkehren dürfen, aus dem Klerikerstand wurden sie jedoch entlassen.
Der Synodenbeschluss zur Frage der Lapsi kam einstimmig zustande.

### Der Fall des Felicissimus
Die Synode befasste sich des Weiteren mit dem Fall des Diakons Felicissimus und seiner Anhänger, unter denen sich auch fünf Presbyter befanden. Da sich Felicissimus der Einheit mit dem rechtmäßigen Bischof (Cyprian) entzogen hatte, bestand insoweit ein Schisma. Die Synode wiederholte und bestätigte daher den Ausschluss des Felicissimus und seiner Anhänger aus der Kirche und drohte zudem Strafen für die gegen den Beschluss Handelnden an.

### Abschluss der Synode
Die Synode endete mit dem oben schon beschriebenen Neutralitätsbeschluss. Nach dem Eintreffen positiver Nachrichten über Cornelius erkannte Cyprian diesen jedoch vorbehaltlos als rechtmäßigen Bischof von Rom an. Ihm schlossen sich bald die Bischöfe und Gläubigen Afrikas an. Cyprian übersandte Cornelius die Beschlüsse der Synode in der Frage der Lapsi, die Synodenväter übersandten die Regelungen hinsichtlich der Causa Felicissimus.

## Folgezeit
Die Frage der Lapsi beschäftigte auch die weiteren Karthagoer Synoden von 252, 253 und 254. Die Beschlüsse der Synode von 251 jedoch blieben eine wichtige Richtlinie im Umgang mit jenen, die in der Verfolgung vom Glauben abgefallen waren.